# Бебик, Валерий Михайлович
Валерий Михайлович Бебик (укр. Валерій Михайлович Бебик; 24 апреля 1959, Великие Бубны, Роменский район, Сумская область, УССР, СССР) — украинский политолог, специалист в области социальной психологии, политического маркетинга и менеджмента. Журналист. Кандидат психологических наук (1990), доктор политических наук (1996), профессор (2002), временный председатель Общественного совета при Министерстве информационной политики Украины (2015).
Известен серией публицистических статей и телепередач, посвященных истории Украины. Его исторические исследования украинским научным сообществом считаются псевдонаучными и характеризуются как новейшее мифотворчество.

## Биография
Родился в семье военнослужащего. 
С 1976 по 1982 год учился на факультете систем управления Киевского политехнического института. В 1990 защитил в Киевском университете кандидатскую диссертацию «Социально-психологические аспекты депутатской деятельности». В 1996 году в Институте государства и права НАН Украины защитил докторскую диссертацию «Политический маркетинг и менеджмент в демократическом обществе».
До 1984 года работал инженером научно-исследовательского института «Электрон». В 1988—1992 годах был инструктором, консультантом организационного отдела Киевского областного исполнительного комитета.
В 1992—1997 годах — главный консультант пресс-службы Президента Украины, в 1997—1998 годах — заместитель заведующего отделом общественно-политического анализа Администрации Президента Украины.
В 1999 году стал ректором Межрегиональной академии управления персоналом.
В 2005—2014 годах — проректор Открытого международного университета развития человека «Украина», впоследствии — заведующий кафедрой общественно-политических наук, глобалистики и социальных коммуникаций Университета «Украина».

## Научная деятельность
Автор 42 индивидуальных и коллективных монографий учебников и пособий, в том числе — на английском и польском языках. Подготовил 8 докторов и 20 кандидатов наук.

## Выступления на исторические темы и их оценка учёными
Валерий Бебик является автором статей, посвященных «Украинской античной цивилизации» (якобы одной из древнейших цивилизаций мира, породила «культурно-цивилизационный феномен эллинизма»), «как Античную Украину-Элладу превратили в Грецию», украинцу Платону и тому подобное. Согласно взглядам ученого Геракл  и ряд других богов греческого пантеона являются украинцами, так как родились на территории Крыма. Также он утверждает что Чингисхан, имеет украинские корни.  Его исторические исследования украинским научным сообществом считаются псевдонаучными и характеризуются как новейшее мифотворчество.
Публичные выступления Валерия Бебика неоднократно критиковали историки. Так, кандидат исторических наук Алексей Кузьмук называет статьи Бебика в газете «Голос Украины» «популяризацией новых мифов». Доктор исторических наук Леонид Зализняк в статье для журнала «Український тиждень» (укр. «Український тиждень») назвал взгляд Бебика на этногенез украинцев «ложным, карикатурно упрощенным» .
В ноябре 2012 года редакционная коллегия научного журнала «Археология» выступила с открытым письмом к прессе, призвав журналистов отказаться от пропаганды псевдонаучных концепций. Передачи и статьи Бебика в письме названы «фантастическими концепциями», «проявлением плохого сорта наивного исторического примитивизма и дилетантства», а сам он — «мифотворцем» и псевдоученым. Впоследствии к письму присоединились редакции научно-исторического портала «Historians.in.ua» (укр. «Historians.in.ua») и интернет-журнала «Историческая правда» (укр. «Історична правда»).
11 декабря 2014 общее собрание ВОО Союз археологов Украины (укр. Спілка археологів України) приняло открытое письмо к украинской общественности, политическим деятелям и журналистам (авторы — доктора исторических наук Леонид Зализняк и Виталий Отрощенко (укр. Отрощенко Віталій Васильович)) по поводу очередного выдвижения профессора В. Бебика на соискание Национальной премии Украины имени Тараса Шевченко. Главное содержание письма — протест против популяризации «нелепостей доктора политических наук В. Бебика». Среди археологов, подписавших письмо: Глеб Ивакин, Сергей Крижицкий (укр. Крижицький Сергій Дмитрович), Александр Моця и другие. Письмо было отправлено председателю Комитета Верховной Рады по вопросам культуры и духовности Николай Княжицкий, председателю Комитета по вопросам науки и образования Лилии Гриневич и председателю Государственного комитета телевидения и радиовещания Украины Олегу Наливайко.
Валерия Бебика неоднократно выдвигали на звание «Псевдоучёный года» отличия «Академическое недостоинство года» (за «Христа галичанина, за буддина Будду, за украинских ханов Мамая и Чингиза, и весь стыд в целом», за «псевдонаучный подход к истории и его пропаганду»…), однако он в ней ни разу не победил.

## Журналистика
В 2011—2017 годах Валерий Бебик — автор и ведущий научно-образовательного проекта «Цивилизация Incognita» телеканала «TONIS». В 1998—2017 годах — автор программы «Из глубины тысячелетий» Первого канала Украинского радио.

## Политическая деятельность
В 1990—1994 годах избран депутатом Ленинского (далее Старокиевского) районного совета депутатов в Киеве.
На выборах в Верховную Раду Украины в 1998 году баллотировался по списку СДПУ (о) под номером 82, но депутатом не стал.
Баллотировался как самовыдвиженец на выборах в Верховную Раду Украины в 2012 году по одномандатному округу № 117 (Львовская область). По результатам выборов набрал 0,4 % (441 голосов «за»).
В 2014 году снова был кандидатом в народные депутаты, выдвинут политической партией «Народный рух Украины» по одномандатному округу № 221 (Киев). По результатам выборов занял 12-е место, набрав 2,31 % (2070 голосов).
На выборах в Киевский городской совет 2015 возглавлял список партии «Народный рух Украины», не преодолел необходимого избирательного барьера.